# Daniel P. Walker
Daniel Pickering Walker (London, 30. lipnja 1914. - ?, 10. ožujka 1985.), engleski povjesničar i autor nekoliko zapaženih radova o okultizmu u zapadnoeuropskoj povijesti.
Završio je elitnu Westminstersku školu i već je u ranoj mladosti stekao odličnu naobrazbu iz latinskog, francuskog i njemačkog jezika, te osnove grčkog jezika, koji je kasnije usavršio. Godine 1935. upisao je studij suvremenih jezika na Oxfordu, gdje je doktorirao 1940. radom na temu Metrika stiha i glazbe u 16. i početkom 17. stoljeća.
Svojim člancima koje je pisao dok je služio kao časnik za vrijeme Drugog svjetskog rata utjecao je na kasniji rad Frances Yates. Uz njenu pomoć, pridružio se Institutu Warburg u kojem je proveo veći dio karijere. Iako je ispočetka bio zapaženiji kao teoretičar i povjesničar glazbene umjetnosti, njegovo najpoznatije djelo je Spiritualna i demonska magija od Ficina do Campanelle, tiskana 1958. godine. U njoj opisuje utjecaj renesansne magije na kasniji razvoj europske znanosti i suvremenog društva, kroz prikaz djelovanja učenjaka poput Marsilija Ficina, Tommasa Campanelle, Agrippe i drugih.
Od ostalih djela najvažnija su Decline to Hell (1964.) i The Ancient Theology (1972.). Njegova posljednja knjiga je Unclean Spirits: Possesion and Exorcism in France and England in the Late Sixteenth and Early Seventeenth Centuries (1981.).